# HC Rödertal
Der Handballclub Rödertal e. V. (HCR) ist ein deutscher Frauenhandballverein aus dem sächsischen Großröhrsdorf. Er wurde am 1. März 2009 gegründet und dient der Pflege, Förderung und Weiterentwicklung des Handballsportes. Die erste Frauenmannschaft spielte in der Saison 2017/18 in der Bundesliga.

## Geschichte
Für die Saison 2009/10 bildete die erste Frauenmannschaft des HC Rödertal mit der TuS Weinböhla eine Spielgemeinschaft, die in der Oberliga antrat und am Saisonende in die neu geschaffene Mitteldeutsche Liga aufstieg. Nachdem die Handballbienen 2011 noch in der Relegation gegen DJK/MJC Trier II scheiterten, gelang ein Jahr später der Aufstieg in die 3. Liga. In der Saison 2012/13 wurde der HC Rödertal Meister der Staffel Ost der 3. Liga und stieg zur Saison 2013/14 in die 2. Bundesliga auf. Nach dem Aufstieg wurde im Juni 2013 die Handballclub Rödertal GmbH zur Durchführung des Bundesligaspielbetriebs gegründet.
In der ersten Zweitligasaison der Vereinsgeschichte kam das Bundesligateam nach anfänglichen Startschwierigkeiten immer besser in Schwung und belegte nach Absolvierung der Hinrunde einen Platz im unteren Mittelfeld der Tabelle. Lange Zeit sah es so aus, als ob man nichts mit dem Abstiegskampf zu tun haben würde, doch nach einigen unglückliche Niederlagen in der Endphase der Saison mussten die Fans der Bienen bis zum letzten Spieltag zittern, ehe sie nach einem 27:27-Unentschieden gegen den 1. FSV Mainz 05 den Klassenerhalt bejubeln konnten. Mit Jessica Stiskall, Bettina Gabbert sowie Evelina Kalasauskaitė verließen drei Spielerinnen nach Saisonende den Verein, welcher auf die Abgänge mit der Verpflichtung von Vivien Jäger, Kristina Domann (beide Frankfurter HC), Lisa-Marie Preis (SG Rosengarten-Buchholz) sowie Katarzyna Skoczyńska reagierte. Auch Cheftrainerin Eglė Kalinauskaitė gab ihren Posten aus persönlichen Gründen ab, neuer Cheftrainer wurde der bisherige Co Frank Lessau, dem zunächst Jan Resimius zur Seite stand. Allerdings gestaltete sich der Start in die Saison 2014/15 für den HCR schwierig und das Team musste sich in drei der ersten vier Spiele geschlagen geben, was den Rücktritt des im Sommer 2014 zum Cheftrainer beförderten Frank Lessau direkt nach der verlorenen Heimpartie gegen Neckarsulm am 11. Oktober 2014 zur Folge hatte. Co-Trainer Jan Resimius übernahm danach als Interimstrainer den Cheftrainerposten, während die Verantwortlichen im Hintergrund lange den Markt sondierten und erst im Januar 2015 mit Karsten Moos einen neuen Chefcoach präsentierten. Die Mannschaft belegte zu diesem Zeitpunkt nach lediglich 3 Siegen und 10 Niederlagen aus 13 Spielen einen direkten Abstiegsplatz, konnte aber das erste Spiel unter dem neuen Chef gegen die HSG Bensheim-Auerbach, eines der Top-Teams der Liga, sensationell mit 31:19 für sich entscheiden und setzte danach zu einem wahren Höhenflug an. Am Ende belegte der HCR als zweitbestes Rückrundenteam den achten Tabellenplatz.
Unter Karsten Moos entwickelte sich die Mannschaft kontinuierlich weiter, spielte in der Saison 2015/16 sogar teilweise um den Aufstieg in Liga 1 mit und schloss die Spielzeit am Ende auf dem fünften Tabellenrang ab. Darauf aufbauend entwickelte der Verein ein Konzept zur Weiterentwicklung des Bundesligateams, welches mittelfristig den Aufstieg der Mannschaft in die 1. Bundesliga zum Ziel hatte.
Rödertal belegte in der Saison 2016/17 den dritten Platz. Nachdem der Zweitplatzierte SG Handball Rosengarten auf sein Aufstiegsrecht verzichtete, entschloss sich Rödertal anfangs ebenfalls in der 2. Bundesliga zu verbleiben. Nach der Insolvenz des HC Leipzig rückte Rödertal in die Bundesliga nach.
Nach neun Niederlagen in Folge und dem daraus resultierenden letzten Tabellenplatz wurde Trainer Knöfler im Januar 2018 beurlaubt. Seine Nachfolge trat Maximilian Busch vom Zweitligisten HL Buchholz 08-Rosengarten an. Am Ende der Saison 2017/18 stieg der HCR als Tabellenletzter aus der ersten Liga ab.

## Zweitligakader 2024/25
| Nr. | Name                | Nation      | Position | geb. am    | HCR seit | letzter Verein                |
| --- | ------------------- | ----------- | -------- | ---------- | -------- | ----------------------------- |
| 12  | Olivia Kamińska     | Polen       | Tor      | 09.09.1998 | 2023     | Frisch Auf Göppingen          |
| 21  | Ann Rammer          | Deutschland | Tor      | 13.09.1989 | 2009     | HSV 1923 Pulsnitz             |
| 4   | Julia Mauksch       | Deutschland | RA       | 01.11.2000 | 2009     |                               |
| 7   | Lynn Molenaar       | Niederlande | RL       | 22.03.1998 | 2024     | Füchse Berlin                 |
| 11  | Vanessa Huth        | Deutschland | RM       | 07.07.2004 | 2018     | SC Hoyerswerda                |
| 14  | Leonie Meersteiner  | Deutschland | LA       | 01.10.2001 | 2021     | HV Chemnitz                   |
| 15  | Fabienne Büch       | Deutschland | LA       | 25.12.2001 | 2022     | Pfeffersport Berlin           |
| 22  | Bo Decker           | Niederlande | KM       | 22.07.1999 | 2022     | Füchse Berlin                 |
| 23  | Jasmin Eckart       | Deutschland | KM       | 18.04.2000 | 2018     | Radeberger SV                 |
| 27  | Lena Smolik         | Deutschland | RM       | 28.05.1999 | 2022     | SV Union Halle-Neustadt       |
| 35  | Isabel Wolff        | Deutschland | RL       | 20.10.2000 | 2018     | Radeberger SV                 |
| 55  | Alicja Pękala       | Polen       | RR       | 19.10.1998 | 2022     | Suzuki Korona Handball Kielce |
| 57  | Santina Sabatnig    | Osterreich  | RL       | 04.01.2004 | 2023     | MGA Fivers                    |
| 75  | Rebeka Bachmann     | Deutschland | RA       | 18.12.1994 | 2023     | BSV Sachsen Zwickau           |
| 77  | Lena-Mailin Schorch | Deutschland | KM       | 03.05.2003 | 2022     | Thüringer HC                  |

## Trainerstab 2024/25
- Trainerin: Maike Daniels
- Co-Trainer: Frank Hein

## Saisonbilanzen
| Saison                          | Pl.  | Sp. | S  | U | N  | Tore    | Diff. | Punkte |
| ------------------------------- | ---- | --- | -- | - | -- | ------- | ----- | ------ |
| Oberliga Sachsen 2009/10        | 02.  | 22  | 18 | 1 | 03 | 719:519 | +200  | 37:70  |
| Mitteldeutsche Oberliga 2010/11 | 02.  | 20  | 10 | 0 | 02 | 704:454 | +250  | 36:40  |
| Mitteldeutsche Oberliga 2011/12 | 01.  | 22  | 22 | 0 | 0  | 802:505 | +297  | 44:00  |
| 3. Liga 2012/13                 | 01.  | 24  | 22 | 0 | 02 | 819:614 | +205  | 44:40  |
| 2. Bundesliga 2013/14           | 11.  | 28  | 10 | 3 | 15 | 774:792 | −018  | 23:33  |
| 2. Bundesliga 2014/15           | 08.  | 26  | 11 | 2 | 13 | 662:652 | +010  | 24:28  |
| 2. Bundesliga 2015/16           | 05.  | 30  | 15 | 4 | 11 | 748:712 | +036  | 34:26  |
| 2. Bundesliga 2016/17           | 03.  | 30  | 17 | 2 | 11 | 767:726 | +041  | 36:24  |
| 1. Bundesliga 2017/18           | 14.  | 26  | 0  | 1 | 25 | 535:766 | −231  | 01:51  |
| 2. Bundesliga 2018/19           | 09.  | 30  | 12 | 2 | 16 | 765:784 | −019  | 26:34  |
| 2. Bundesliga 2019/20           | 06.  | 22  | 12 | 1 | 9  | 574:579 | −005  | 25:19  |
| 2. Bundesliga 2020/21           | 013. | 26  | 4  | 1 | 2  | 634:733 | −099  | 09:43  |
| 3. Liga 2021/22                 | 01.  | 20  | 20 | 0 | 0  | 695:445 | +250  | 40:00  |
| 2. Bundesliga 2022/23           | 05.  | 30  | 17 | 4 | 9  | 828:771 | +057  | 38:22  |
| 2. Bundesliga 2023/24           | 02.  | 30  | 21 | 3 | 6  | 883:773 | +110  | 45:15  |
| 2. Bundesliga 2024/25           | 02.  | 30  | 23 | 2 | 5  | 946:775 | +171  | 48:12  |

|  | Aufstieg |
|  | Abstieg  |